# Chrysobothris ballae
Chrysobothris ballae es una especie de escarabajo del género Chrysobothris, familia Buprestidae. Fue descrita científicamente por Whalley & Jarzembowski en 1985.